# Centrum voor Internationaal Conflictanalyse & Management
Het Centrum voor Internationaal Conflictanalyse & Management (afgekort CICAM, Engels: Centre for International Conflict Analysis and Management) is een politiek-onafhankelijk kennisinstituut dat diverse aspecten van de internationale betrekkingen bestudeert. Ook verzorgt het CICAM onderwijs over vredes- en veiligheidsvraagstukken aan studenten. Het instituut is gevestigd in Nijmegen en maakt deel uit van de Faculteit der Managementwetenschappen van de Radboud Universiteit Nijmegen. 
Namens het CICAM wordt ieder kwartaal het blad Vrede en veiligheid uitgegeven; jaarlijks verschijnt er een jaarboek.
Door het CICAM is in 2018 de Leon Weckeprijs in het leven geroepen. De prijs gaat elke twee jaar naar iemand die in Nederland werkt en een kritisch of dwars geluid laat horen in de publieke discussie rondom oorlog, vrede en internationale politiek. 